# 佳能 EOS R6
佳能 EOS R6是佳能于 2020 年 7 月推出的一款全画幅无反相机，与机型EOS R5同步推出，已停产，属于 EOS R 系列。其采用 DIGIC X 数字影像处理器及约 2010 万有效像素的全画幅 CMOS 图像感应器，总像素数约 2140 万。常用感光度为 ISO 100-102400，可扩展至 ISO 50-204800。

## 技术规格[4]
EOS R6 相机外形尺寸约为 138.4×97.5×88.4 毫米，仅机身净重约 598 克，外壳采用轻质刚性的聚碳酸酯树脂材料，内部以镁合金框架支撑，外部部件接缝处使用密封材料，具备防尘防水滴性能 。采用双 SD 卡槽设计，兼容 SD/SDHC/SDXC 卡，支持 UHS-II、UHS-I 存储卡 。支持电池盒兼手柄 BG-R10 。支持 Wi-Fi 及蓝牙低能耗技术，可便捷连接智能设备，实现图像快速传输与远程控制。配备3.0英寸、约162万像素液晶屏，支持全向翻转。采用 0.5 英寸、约 369 万像素点的 OLED 彩色电子取景器，视野率在垂直 / 水平方向约为 100%，放大倍率约 0.76 倍，眼点约 23 毫米，屈光度调节范围约 -4.0～+2.0m-1（dpt），支持约 120 帧 / 秒的刷新率 。

### 连拍性能
机械快门 / 电子前帘快门最高约 12 张 / 秒，电子快门下最高约 20 张 / 秒（EF-S 镜头除外，最大光圈下，连拍速度可能受多种因素影响而降低） 。

### 对焦系统
相机搭载第二代全像素双核 CMOS AF 及基于深度学习技术的 EOS iTR AF X 智能识别与追踪系统 。自动对焦方式支持包括面部 + 追踪、定点自动对焦、单点自动对焦等 。自动对焦框自动选择时（面部 + 追踪模式），对焦范围覆盖画面约 100%×100%（水平 × 垂直）的面积；自动对焦框手动选择时（其他模式），对焦范围约为 90%（水平方向）×100%（竖直方向） 。在 “面部 + 追踪” 模式下，可提供 1053 个自动对焦区域 。可识别被摄体范围广泛，包括人物（支持眼睛、面部、头部、身体识别）、动物（狗、猫、鸟的眼睛、面部、身体识别） 。对焦亮度界限扩展到 EV -6.5~20（使用 F1.2 镜头、中央自动对焦点、23℃、ISO 100、单次自动对焦，采用 DS（平滑散焦）镀膜的 RF 镜头除外），在低对比度和低亮度环境下也能实现精准对焦 。

### 视频性能
支持 5.1K 超采样 4K 60P 无裁切短片，以及 10 位 4:2:2 Canon Log 和 10 位 4:2:2 HDR PQ 模式录制 。全高清高帧频短片可实现流畅慢动作效果 。在 4K 和全高清视频模式下，均支持短片伺服自动对焦，搭配为视频拍摄开发的短片数码 5 轴防抖功能，各拍摄角度均有防抖支持 。全像素双核 CMOS AF II 在视频拍摄时，具备平滑的自动对焦框选择切换、应对各种情况的自动支持能力、可靠的目标追踪，以及支持手动对焦等功能 。

### 防抖性能
机身内置 5 轴防抖机构，搭配大部分 RF/EF 镜头都能获得抖动补偿 。与具备防抖功能的 RF 镜头协同工作时，可提升防抖效果。